# Понциани, Доменико Лоренцо
Доменико Лоренцо Понциани (англ. Domenico Lorenzo Ponziani; 9 ноября 1719, Модена — 15 июля 1796, там же) — итальянский шахматист и теоретик, представитель итальянской шахматной школы. Юрист, профессор гражданского права. По выходе на пенсию стал католическим священником.
Опубликовал трактат «Ни с чем не сравнимая игра в шахматы» (1769) под анонимным авторством («Автор из Модены»), где подверг критике ряд шахматных работ, в том числе книги Рюи Лопеса и Франсуа Филидора, проанализировал некоторые дебюты, в частности итальянскую и английскую (которая впоследствии получила название «дебют Понциани») партии, привёл несколько десятков примеров из эндшпиля и задач. Трактат Понциани неоднократно издавался в Италии и оказал определённое влияние на развитие шахматной теории.
Именем шахматиста также был назван предложенный им вариант дебюта слона: 1. e2-e4 e7-e5 2. Сf1-c4 Кg8-f6 3. d2-d4 (см. гамбит Понциани).

## Книги
- «Il giuoco incomparabile degli scacchi …», Modena, 1769.